# Олександр Санґушко
Олександр Сангушко-Кошерський (*д/н — 1565) — державний діяч, урядник Великого князівства Литовського.

## Життєпис
Походив з Кошерської (Каширської) гілки литовсько-українського князівського роду Сангушків гербу Литовська Погоня. Син Андрія Сангушки, старости луцького, й Ганни Хрептович. Згідно з пописом 1528 року мав виставляти 5 озброєних вершників.
Молоді роки відзначилися конфліктом з родом Полубенських та Завіши, пов'язаний зі шлюбом Олександра Сангушки. Його молода дружина з роду Полубенських кинула у 1532 або 1533 році чоловіка й стала жити з Миколою Завішою. Судова тяганина з розлученням та майновими суперечками тривала до середини 1530-х років. У квітні 1535 року оженився на представниці роду Жилінських.
У 1535 році призначається Гомельським державцем (старостою), ставши першим хто обійняв цю посаду. Того ж року король Польський і великий князь Литовський Сигізмунд I затвердив за дружиною Сангушки майно надане її першим чоловіком — Федором Вишневецьким — 500 коп грошей та половину міста Перемиль. Втім, у 1536 році втратив староство на користь Василя Толочинського. У 1538 році Сигізмунд I підтвердив Олександру Сангушку запис за 300 коп грошей 100 червоних золотих на маєток Сужани.
У 1539 році вступив у суперечку з Іваном Вишневецьким щодо міста Перемиль в Луцькому повіті. Втім зрештою 19 серпня 1540 року відбулася мирова угода, за якою Сангушко обміняв власні володіння (1/3 частини маєтку Деречина, двори Бродноє й Нащарі) на половину міста Перемиль з війтівством, села Свербин, Смолєво, Гумнищі з монастирем. В результаті у володіння Олександра Сангушки опинився увесь Перемиль. До того ж він отримав ще 400 коп грошей за Деречин.
1545 року після смерті матері успадкував Горохів та 1200 коп грошей. 1547 року вступив у межову суперечку з родом Бокіїв. 1553 року стає маршалком господарським. У 1555 році продав свої частки в маєтках Дернь, Одеради і Ставок за 400 коп грошей князю Миколаю Радзивіллу.
У 1559 році вступив у конфлікт з мачухою Богданою Заславською, які батько передав значну частину Кошерська та низку сіл. 1560 року після смерті батька стає князем Кошерським. 1561 роках проти Сангушко було подано позови з боку Харлінських та Ружинських за захоплення земель.
У 1562 році Сангушко продав місто Речиця Матвію Савицькому. Того ж року віддав маєток Яблунне в заставу Миколаю Радзівіллу. Водночас продовжував судитися з князями Ружинськими. Незважаючи на постійні суперечки зумів значно збільшити родинні володіння, оскільки за пописом 1565 року мав виставляти вже 12 кіннотників. Того ж року помер.

## Родина
1. Дружина — Ганна, донька князя Василя Полубенського
2. Дружина — Анастасія, донька Василя Жилінського, старости кричевського
Діти:
- Лев (д/н—1571)